# Castelo de Dunbeath

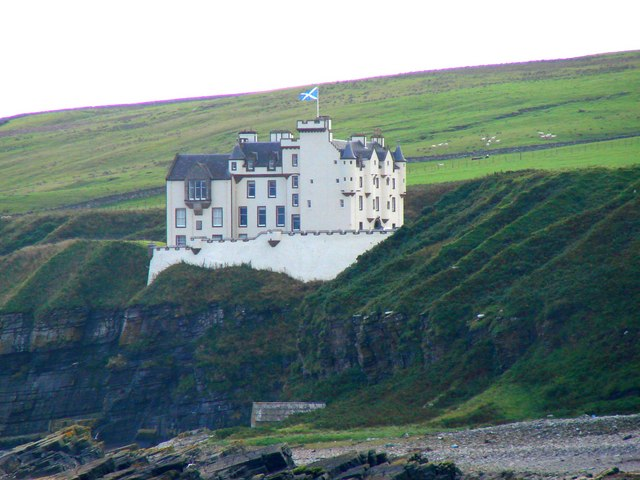
Castelo de Dunbeath, Escócia.

O Castelo de Dunbeath (em língua inglesa Dunbeath Castle) é um castelo localizado em Latheron, Highland, Escócia. 
Encontra-se classificado na categoria "A" do "listed building" desde 12 de julho de 1963.